# Behnam Tajjebi
Behnam Tajjebi Kermani (pers. بهنام طیبی کرمانی; ur. 23 lipca 1975) – irański zapaśnik w stylu wolnym. Olimpijczyk z Sydney 2000, gdzie zajął trzynaste miejsce w wadze 54 kg.
Dziesiąty na mistrzostwach świata w 2001. Srebro na igrzyskach azjatyckich w 1998. Zdobył dwa medale mistrzostw Azji, złoto w 2001 i brąz w 1996. Pierwszy w Pucharze Świata w 1996, 1998 i 2000; trzeci w 2005. Pierwszy na igrzyskach Dobrej Woli w 1998 i mistrzostwach wojskowych w 1997 roku.